# Variační počet
Variační počet je odvětvím matematické analýzy, které se zabývá maximalizací a minimalizací funkcionálů, což jsou zobrazení z množiny funkcí do množiny reálných čísel. Funkcionály se často vyjadřují jako určité integrály obsahující funkce a jejich derivace. Pozornost je zaměřena na extrémní funkce, pro které funkcionál dosahuje maximální nebo minimální hodnoty, a na stacionární funkce, kde je rychlost změny funkcionálu nulová.
Jednoduchým příkladem takového problému je hledání křivky nejkratší délky propojující dva body. V jednoduchém případě je zřejmým řešením úsečka spojující oba body. Pokud ale vyžadujeme, aby křivka ležela v určitém povrchu v prostoru, pak řešení je méně zjevné a může jich existovat i více. Taková řešení jsou známa jako geodetiky. Příbuzný problém plyne z Fermatova principu: světlo se mezi dvěma body šíří po dráze s nejkratší optickou délkou, přičemž optická vzdálenost závisí na vlastnostech prostředí. V mechanice je podobným konceptem princip nejmenší akce.
Mnoho důležitých problémů vyžaduje studium funkcí několika proměnných. Řešení okrajových úloh pro Laplaceovu rovnici musí vyhovovat Dirichletovu principu. Plateauův problém je hledání minimálního povrchu, který pokrývá danou prostorovou křivku; řešení lze snadno nalézt ponořením rámečku, který má tvar příslušné křivky, do mýdlového roztoku. Matematická interpretace však není jednoduchá: může se jednat o více než jednu lokální minimalizaci povrchu a výsledek může mít netriviální topologii.